# (1965) van de Kamp
(1965) van de Kamp ist ein Asteroid des Hauptgürtels, der am 24. September 1960 vom niederländischen Forscherteam Cornelis Johannes van Houten, Ingrid van Houten-Groeneveld und Tom Gehrels im Rahmen des Palomar-Leiden-Surveys entdeckt wurde.
Der Asteroid wurde am 1. Dezember 1979 nach dem niederländisch-amerikanischen Astronomen Peter van de Kamp benannt.